# Luigi Carlo Farini
Luigi Carlo Farini (22 tháng 10 năm 1812 – 1 tháng 8 năm 1866) là nhà vật lý, chính khách và nhà sử học người Ý.

## Tiểu sử
Farini sinh ra tại Russi, hiện tại là tỉnh Ravenna.
Sau khi hoàn thành xuất sắc một khóa học đại học tại Bologna, mà ông đã gián đoạn việc họcđể tham gia vào cuộc cách mạng năm 1831, ông thực hành nghề sĩ tại Russi và tại Ravenna. Ông đã có được một danh tiếng đáng kể, nhưng vào năm 1843, các quan điểm chính trị của ông đã đưa ông dưới sự nghi ngờ của cảnh sát và khiến ông bị trục xuất khỏi các quốc gia giáo hoàng.